# Donovan Williams
Donovan Kennedy Williams, né le 6 septembre 2001 à Houston dans le Texas, est un joueur américain de basket-ball qui évolue au poste d'arrière.

## Biographie

### Hawks d'Atlanta (janvier-avril 2023)
Le 15 janvier 2023, il signe un contrat two-way en faveur des Hawks d'Atlanta.

## Statistiques

### Universitaires
Les statistiques en matchs universitaires de Donovan Williams sont les suivantes :
| Saison    | Équipe | Matchs | Titul. | Min./m | % Tir | % 3pts | % LF | Rbds/m. | Pass/m. | Int/m. | Ctr/m. | Pts/m. |
| --------- | ------ | ------ | ------ | ------ | ----- | ------ | ---- | ------- | ------- | ------ | ------ | ------ |
| 2019-2020 | Texas  | 26     | 1      | 11,0   | 36,8  | 24,4   | 70,6 | 1,00    | 0,30    | 0,50   | 0,20   | 3,30   |
| 2020-2021 | Texas  | 15     | 0      | 10,3   | 30,4  | 17,4   | 84,6 | 1,10    | 0,30    | 0,30   | 0,20   | 3,30   |
| 2021-2022 | UNLV   | 27     | 13     | 22,1   | 48,8  | 43,6   | 63,8 | 3,30    | 1,10    | 0,70   | 0,40   | 12,70  |
| Total     | Total  | 68     | 14     | 15,3   | 43,5  | 33,8   | 66,7 | 2,00    | 0,60    | 0,50   | 0,30   | 7,00   |